# Александер (острво, Нунавут)

Острво Александер (енгл. Alexander Island) је једно од острва у канадском арктичком архипелагу. Острво је у саставу Нунавута, канадске територије. 
Површина износи 484 km². Острво је ненасељено.